# ペドロ・ペトローネ
ペドロ・ペトローネ・スキアボーネ（スペイン語: Pedro Petrone Schiavone、1905年5月11日 - 1964年12月13日）は、ウルグアイの元サッカー選手。元ウルグアイ代表。選手時代のポジションはFW。

## クラブ歴
1923年にチャルレイFCで選手となり、翌年にクルブ・ナシオナル・デ・フットボールに移籍した。ナシオナルではエースとして試合数より多い得点を決めたが、ナシオナルでのクラブタイトルはキャリア通算で2回に留まった。
1931年にACFフィオレンティーナに移籍し、1931-32シーズンの得点王にアンジェロ・スキアビオとともに輝いた。イタリアでは100メートルを11秒で走る快足を見せ、リーグ最速とも呼ばれた。
1933年にナシオナルに復帰し、翌年に引退した。
1964年に59歳で歿した。

## 代表歴
1923年から1930年にかけて代表出場があり、公式記録では28試合24得点が残っているが、FIFA非公式の試合も合わせると80試合36得点の記録が残っている。パリオリンピックとアムステルダムオリンピックで連覇し金メダルを二回受け取った他、1930 FIFAワールドカップでも優勝を記録し、黄金期のエースストライカーとして活躍した。また、パリオリンピックの金メダルを受け取った時の年齢は19歳29日で、1世紀を経ても五輪サッカー史上最年少記録となっている他、彼は同大会の得点王にも輝いており、これも最年少記録である。